# Marc Pernot
Pour les articles homonymes, voir Pernot.
Marc Pernot est un pasteur français et suisse, figure du protestantisme libéral. Il est pasteur de l'Église protestante unie de France et de l'Église protestante de Genève.

## Biographie
Né dans une famille protestante, il est le frère aîné de Louis Pernot. Dans sa jeunesse, il fréquente le temple protestant de l'Oratoire du Louvre. À partir de septembre 1983, il relance et est responsable la troupe d'éclaireurs unionistes de l'Oratoire.
En 1981, il obtient un diplôme d'ingénieur à l'École nationale des sciences géographiques (ENSG), puis en 1988 un Master 2 en intelligence artificielle à l'École nationale des ponts et chaussées. Il est informaticien en cartographie à l'Institut national de l'information géographique et forestière (IGN) jusqu'en 1990, lorsqu'il décide de s'engager dans des études de théologie et de devenir pasteur.  Son frère Louis Pernot est pasteur depuis 1988, et est nommé en 1991 au temple protestant de l'Étoile, à Paris. En 1993, Marc Pernot obtient une maîtrise en théologie protestante à la Faculté de théologie protestante de Paris.
En 1994, il est pasteur à Nîmes, à partir de 2000 officie au temple protestant de Nancy, puis de 2007 à 2017 au temple protestant de l'Oratoire du Louvre, à Paris. Il développe cette paroisse, « navire amiral du protestantisme libéral » en France.
En mai 2018, il rejoint l'Église protestante de Genève, dans la paroisse de la région Centre-Ville (rive gauche) puis dans celle de Cologny-Vandœuvres-Choulex,. Depuis 2019, il donne chaque année des conférences sur la Bible, sur les héros, les miracles puis les mythes bibliques,,. Il entre comme chevalier dans la Commanderie suisse de l'Ordre de Saint-Jean, comme théologien au service de la sous-commanderie de Genève.

## Ministère
Au début des années 2010, Marc Pernot se fait connaître pour son engagement pour la bénédiction des couples de mêmes sexes, accompagnant alors des couples dans leur Pacte civil de solidarité (PACS),,. Après la loi autorisant le mariage entre personnes du même sexe en France en 2013, il milite au sein de son Église pour l'autorisation de bénir ces couples. Cette autorisation est actée en 2015, lors de synode de Sète de Église protestante unie de France, le choix étant laissé à la discrétion des paroisses locales et des pasteurs,,,.
Il développe et alimente des outils numériques au service de son ministère, notamment des sites, blogs ainsi que des comptes sur différents médias sociaux, dès 1998 à Nîmes, puis à Nancy, Paris et Genève. Le site de l'Oratoire du Louvre atteint 110 000 visiteurs mensuels. Il poursuit son activité numérique à Genève par le site jecherchedieu.ch, en offrant des ressources théologiques et un service de questions et réponses. Cela lui vaut une notoriété auprès des protestants libéraux francophones et auprès de certains médias chrétiens et généralistes en Suisse et en France.
Marc Pernot est ainsi régulièrement consulté pour réagir à des sujets d'actualité dans des médias de dimension nationale comme Le Parisien, La Vie, Heidi.news, Léman bleu, Tribune de Genève ou Le Temps. Il publie régulièrement des articles dans Évangile et Liberté et Réforme,. 